# Aja (actriu)

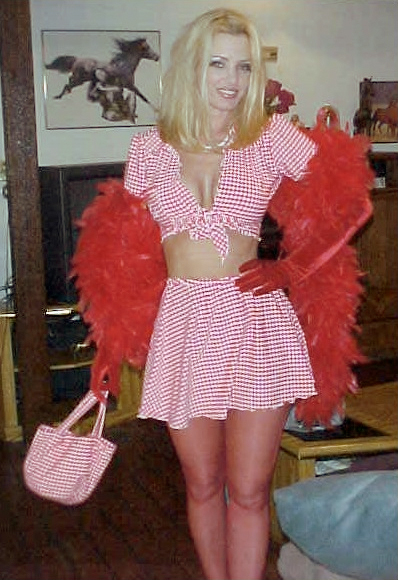
Imatge de l'actriu l'any 2000.

Barbara Holder (Tampa, Florida, 14 de juliol de 1963 - Mèxic, 18 de setembre de 2006) més coneguda com a Aja o Lucia Luciano, fou una actriu porno i ballarina exòtica estatunidenca. També va treballar com a directora de cinema porno i com a entrenadora de fitness.

## Biografia
Com a filla de militars, durant la seua infància i adolescència, Aja es trasllada de domicili en diverses ocasions, passant temporades a Portland, Maine o Alemanya, fins que s'assentaren a Fort Lauderdale, Florida.
Aja va ser introduïda en el món de l'striptease per una amiga; després va conèixer a qui seria la seua mentora, Sharon Mitchell, i triaren el seu nom professional a partir d'un àlbum de Steely Dan de títol Aja (pronunciat de forma similar a "asha").
Aja estava casada amb John Derringer. La parella es trasllada a Califòrnia, on Aja començà a actuar en pel·lícules porno. El seu debut com a actriu fou el 1988, en una pel·lícula titulada Wild in the Woods, amb Scott Irish i Randy West. El seu llavors marit era l'actor amb el qual compartia totes les seues escenes de sexe anal.
Durant el seu matrimoni amb Derringer, Aja va tenir dos fills. Posteriorment es divorciaren, i Aja no ha tornat a actuar en escenes de sexe anal des de llavors. El 1992 Aja es va prendre un descans del cinema porno i tornà temporalment al striptease; la seua volta al cinema la va fer en dos papers distints, davant i darrere de la càmera. El 1997 va començar la seua pròpia productora discogràfica, anomenada Golden Orchid Productions. El 2000, Aja i Golden Orchid adquiriren altra companyia denominada Pleasure Dome Productions, de la qual és ara propietària i productora. L'any 2005 Aja va declarar que es retirava del negoci i marxava a Mèxic.
Va morir a Mèxic el dia 18 de setembre de l'any 2006.

## Premis
- 1989 - Premi AVN a la millor actriu revelació[2]
- 1989 - Estrela de l'any de XRCO

## Filmografia selectiva
- 1986: Kinky Vision
- 1987: Black Widow
- 1988: Woman's Touch
- 1989: Girls Who Love Girls 17
- 1990: No Man's Land
- 1991: Chicks: No Dicks
- 1992: Best of No Man's Land 1
- 1993: Puppy Love
- 1994: American Dream Girls
- 1995: Overtime: Dyke Overflow 2
- 1997: From Asia With Love
- 1998: My Second Love
- 1999: Timeless
- 2000: Filthy Talkin' Cuntlickers 3
- 2002: Thigh High 2
- 2003: Swedish Erotica 4Hr 14, 16 & 18